# Imai Kenji
Imai Kenji (jap. 今井 兼次; * 11. Januar 1895 im Stadtbezirk Akasaka, Tokio, Präfektur Tokio; † 20. Mai 1987 in Tokio) war ein japanischer Architekt und Hochschullehrer.

## Leben
Kenji Imai schloss 1919 sein Architekturstudium an der Waseda-Universität in Tokio ab und begann dort im Anschluss seine universitäre Laufbahn. Von 1926 bis 1927 bereiste er Europa und studierte die neueren architektonischen Strömungen in der Sowjetunion, Skandinavien, Italien und Spanien. Dabei traf er auch unter anderem Le Corbusier, Walter Gropius und Ernst May und besuchte 1926 das noch im Bau befindliche Goetheanum. Imai war besonders von den Arbeiten des spanischen Architekten Antoni Gaudí begeistert und spielte eine führende Rolle bei der Einführung dieses Stils nach Japan. Der Stil beeinflusste ihn zunehmend, besonders als er nach dem Tod seiner Frau 1948 zum Katholizismus übertrat. Dieser ist besonders im Mahnmal und Museum der 26 Märtyrer zu erkennen, dass er 1962 in Nagasaki zum 100. Jahrestag der Heiligsprechung der Märtyrer von Nagasaki gestaltete. Seine Arbeiten können am ehesten in den Expressionismus eingestuft werden.
Imais Bedeutung liegt weniger in den von ihm geschaffenen Bauwerken als seiner Tätigkeit als Hochschullehrers, die er seit 1937 ausübte. Neben Gaudís Stil machte er auch Rudolf Steiners Baustil in Japan bekannt und schuf in seinem Land das Verständnis und Bewusstsein für die Moderne Architektur in Europa. Imai lehrte bis 1965 als Professor für Architektur an der Waseda-Universität.
Imai Kenji erhielt verschiedene Auszeichnungen, darunter eine des Architectural Institute of Japan (Nihon Kenchiku Gakkai) und den Preis der Japanischen Akademie der Künste.

## Werke

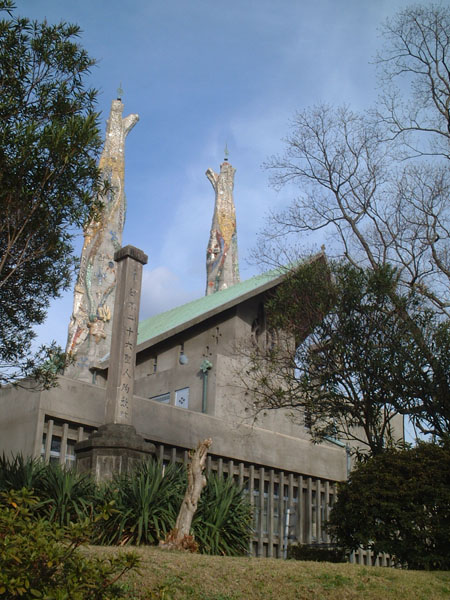
Mahnmal und Museum der 26 Märtyrer

- Bibliothek der Waseda-Universität (1925)
- Nezu-Museum (engl. The Nezu Institute of Fine Arts), Tokio (1954)
- Mahnmal und Museum der 26 Märtyrer, Nagasaki (1962)
- Tōkagakudō (engl. Tokado Imperial Palace, ein Konzertpavillon auf dem Gelände des Kaiserpalasts), Tokio (1966)
- Okuma Shigenobu Memorial Museum, Saga City (1967). Zu Ehren von Japans Premierminister Ōkuma Shigenobu (1838–1922).
- Tōyama-Kunstmuseum, Kawajima, Präfektur Saitama (1970)